# Кулласте, Аллан Андреевич
Аллан Андреевич Кулласте — советский хозяйственный, государственный и политический деятель.

## Биография
Родился в 1936 году в Эстонии. Член КПСС с 1962 года.
С 1960 года — на хозяйственной, общественной и политической работе. В 1960—1990 гг. — учитель русского языка в пярнуской 2-й средней школе, инструктор и первый секретарь Пярнуского горкома ЛКСМ Эстонии, заведующий отделом ЦК ЛКСМ Эстонии, первый секретарь Таллинского горкома ЛКСМ Эстонии и секретарь ЦК ЛКСМ Эстонии, первый секретарь Центрального и Октябрьского райкомов КП Эстонии г. Таллина, заведующий Республиканским домом политпросвещения, заместитель заведующего отделом пропаганды и агитации ЦК КП Эстонии, секретарь Таллинского горкома КП Эстонии, председатель Государственного Комитета Эстонской ССР по радио- и телевещанию.
Избирался депутатом Верховного Совета Эстонской ССР 10-го и 11-го созывов.
Умер в Таллине в 2002 году.